# Le Fantôme (bande dessinée)
Pour les articles homonymes, voir Fantôme (homonymie).
Le Fantôme (anglais : The Phantom) ou Fantôme ou, occasionnellement, Le Fantôme du Bengale, est une série de bande dessinée américaine créée par Lee Falk (créateur de Mandrake le magicien). Elle est diffusée sous forme de comic strip depuis le 17 février 1936 pour la bande quotidienne en noir et blanc et depuis le 28 mai 1939 pour la planche dominicale en couleur.
Le Fantôme est également le nom du personnage de fiction principal de cette série, un justicier costumé et masqué. La mention du Bengale, territoire de l'Est de l'Inde, est spécifique aux adaptations françaises de la série et crée un contresens puisque Le Fantôme vit en réalité en Afrique, dans un pays fictif nommé Bengala (anglais : Bengalla).

## Histoire
La série commença avec une publication quotidienne dans la presse américaine le 17 février 1936, qui fut rejoint par une publication le dimanche en couleur en mai 1939. Les deux publications continuent jusqu'en 2006. Lorsque Lee Falk meurt en 1999, lui ont succédé le scénariste Tony DePaul et les dessinateurs Paul Ryan (pour la parution quotidienne) et Graham Nolan (pour la parution du dimanche). De nombreux dessinateurs ont participé à la BD, notamment Ray Moore, Wilson McCoy, Bill Lignante (en), Sy Barry, George Olesen (en), Keith Williams et Fred Fredericks. Les nouvelles histoires du Fantôme sont aussi publiées régulièrement en BD aux États-Unis, en Europe, en Australie et en Asie. Une adaptation cinématographique de la série est sortie en France en 1996 sous le nom du Fantôme du Bengale.
Le Fantôme est un personnage intermédiaire entre Tarzan, créé avant lui, et Batman, créé après. Il est le premier justicier à porter un costume moulant de super-héros et un masque qui cache ses yeux. Il existe également une filiation entre Fantômas, le super vilain masqué des romans de Pierre Souvestre et Marcel Allain, et The Phantom.
Le personnage apparaît aussi dans Les Défenseurs de la Terre (série d'animation des années 1980-1990) dans laquelle le héros fait équipe avec Mandrake le magicien, Lothar, ainsi que leurs enfants et disciples.
La série sera éditée en France dans le quotidien L'Aurore, ainsi qu'en petit format. Dans les éditions françaises, le costume du Fantôme, de violet, est devenu rouge : ce changement est intervenu à la suite de problèmes techniques causés par la couleur violette, qui bavait à l'impression, une autre hypothèse serait que les scénaristes américains du début n'avait pas coloré les histoires du Fantôme qui étaient alors publiées en noir et blanc, d'autant plus que Lee Falk voulait l'appeler le Fantôme Gris (couleur qui se fond mieux dans la jungle que le violet ou le rouge), et donc, lorsque les éditions françaises ont voulu publier le Fantôme, elles avaient carte blanche pour le colorier et ont opté pour le rouge alors qu'aux États-Unis les nouvelles éditions ont opté pour le violet.
Elle a également été publiée quotidiennement pendant les années 60 et 70 dans le quotidien Le Méridional, sous la forme d'un comic-strip de trois cases, en noir et blanc.

## Le personnage

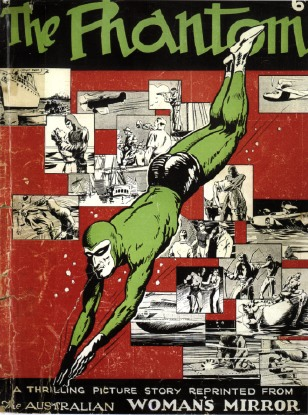
Couverture du numéro 6 du Fantôme.

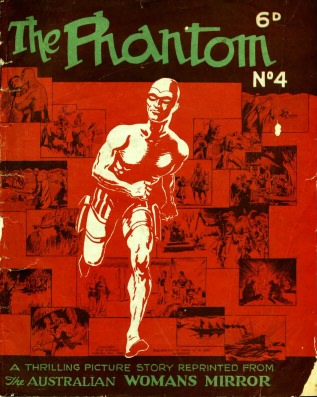
Couverture du numéro 4 du Fantôme.

Dans la jungle du Bengala, un pays fictif situé en Afrique, existe le mythe de « l'Ombre qui marche », « l'Homme qui ne peut pas mourir », le Fantôme. Parce qu'il semble être vu par plusieurs générations, les gens dans le monde entier croient qu'il est immortel. En réalité, le Fantôme descend de vingt générations précédentes de justiciers qui ont tous pris la même identité. Quand un nouveau Fantôme prend la relève de son père mourant, il doit prêter serment sur un crâne : « I swear to devote my life to the destruction of piracy, greed, cruelty, and injustice, in all their forms! My sons and their sons shall follow me. » (« Je jure de consacrer ma vie à la destruction de la piraterie, de l'avidité, de la cruauté et de l'injustice sous toutes leurs formes. Mes fils et leurs fils suivront la même voie. »). La BD met ainsi régulièrement en valeur les aventures des précédents Fantômes, survenues dans le passé.
Le Fantôme de nos jours est celui de la vingt-et-unième lignée. Comme uniforme officiel, il porte un masque noir et une combinaison moulante violette, avec deux colts 45 à sa ceinture spéciale avec boucle en forme de crâne ; il n'a pas de super-pouvoirs et doit compter sur sa présence d'esprit, sa carrure et sa musculature accompagnant sa réputation de combattant implacable du crime.
Il porte aux doigts deux bagues qui sont ses deux signatures. L'une a un motif qu'il laisse aux visiteurs de sa région qu'il approuve, appelé « le signe du bien », qui marque la personne comme étant sous sa protection. L'autre bague, qu'il porte à sa main droite, laisse aux ennemis qu'il poinçonne une cicatrice en forme de crâne appelée « le signe du mal ».
Le Fantôme est aussi le chef inconnu de la forêt du Bengala. En raison d'une trahison qui a causé la mort du quatorzième Fantôme, l'identité du chef a depuis été gardée secrète des membres de la patrouille. À l'origine, le sixième Fantôme a formé la patrouille de la jungle avec l'aide du pirate Barbe rousse et de ses hommes en 1664.
Un des personnages qui aide le Fantôme est le chef de la tribu des Pygmées, Guran. Celui-ci est le meilleur ami du Fantôme depuis l'enfance, et une aide précieuse dans la dure bataille contre le mal.
Le Fantôme a un loup des montagnes, appelé « Diable » (ou « Satan »), et un cheval, appelé « Héros ». Il a aussi un faucon dressé appelé « Fraka ». À partir de 1962, le Fantôme a élevé un orphelin appelé « Rex King », qui deviendra plus tard le Prince du royaume de Baronkhan.
En 1978, il se marie avec la femme dont il est amoureux depuis l'université américaine, Diana Palmer, qui travaille aux Nations unies. Parmi les cadeaux de mariage des invités, il y avait ceux de Mandrake le magicien et de chefs d'État. Un an plus tard, des jumeaux naissent chez les Palmer-Walker, Kit et Héloïse.
La famille du Fantôme a toujours joué un rôle important tout au long des séries. Sa romance avec Diana Palmer fait partie de l'histoire depuis le début. Par la suite, plusieurs histoires autour du Fantôme découlent de ses premières charges étant jeune, en premier Rex, puis Kit et Héloïse.
Pendant certaines périodes, le Fantôme quitte sa jungle pour voyager comme le ferait un homme ordinaire. Il porte alors un chapeau en feutre, un trench-coat, et des lunettes noires, et il est connu en tant que « Mr Walker », faisant référence à son surnom connotation de « l'Ombre qui marche », encore que des versions de l'histoire du Fantôme suggèrent que « Walker » soit le surnom de l'homme qui devint le premier Fantôme.
Tout comme The Lone Ranger, le Fantôme ne permet pas d'être vu visage démasqué, ni sans costume, sauf devant quelques amis intimes ou certains membres de sa famille.
Dans la série animée les Défenseurs de la Terre (ou Flash Gordon et Les Défenseurs de la Terre) des années 1980, le Fantôme a une fille nommée Jedda qui a pour compagnon, une panthère noire appelée Kissa. Dans cette série, le Fantôme se voit attribuer un super pouvoir, celui d'invoquer la force du tigre, il le fait principalement en utilisant cette phrase : "Par la loi de la jungle, le fantôme réincarné implore la force et la puissance du tigre (ou de...suivi du nombre de tigres dont il invoque la force)" (dans le deuxième épisode, il implore la force et la puissance de 10 tigres), sa bague du signe du mal est capable de lancer un rayon qui imprime le signe de la tête de mort sur la peau de son adversaire. Sa fille Jedda,quant à elle, possède le don de télépathie enseigné par le peuple Gandar sur les animaux dont sa panthère noire. Il aurait eu, toujours selon la série (dans l'épisode "une famille divisée") un frère aîné : Kurt, celui-ci voue une haine à son frère car au cours d'une épreuve déterminante pour désigner lequel des deux reprendra en premier le rôle de fantôme, Kurt tricha et laissa Kit en danger pour aller chercher une pierre précieuse dans un temple en haut de la montagne, or l'épreuve étant surveillée par Guran, Kit fut sauvé et pris la place de son frère dans la succession du rôle du fantôme (qui est normalement voué à l'aîné). Tandis que Kit est altruiste et désintéressé, voué au peuple Bandar qu'il aime et protège, Kurt lui est égoïste, orgueilleux et ne pense qu'à sa vengeance.
Il est très riche, tout comme Bruce Wayne, mais au contraire de ce dernier ne le manifeste pas ostensiblement. Car la fortune qu'il possède n'est pas fondée sur un héritage d'une puissante famille (comme pour les Wayne), mais s'est constituée au fur et à mesure des siècles par les cadeaux somptueux : or, bijoux, pierres précieuses, diamant... que lui ont offert certains puissants à qui il a sauvé la vie (maharaja, empereurs, rois et reines...) et donc qui se transmet comme un héritage.

## Origine

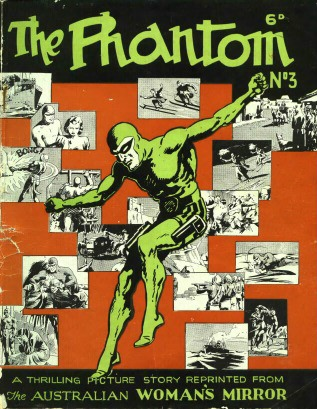
Couverture du numéro 3 du Fantome

L'histoire du Fantôme commence avec un jeune marin appelé Christopher Walker (ou Christopher Standish suivant les versions). Christopher est né en 1516 à Portsmouth. Son père, qui s'appelait également Christopher Walker, était un marin depuis qu'il était jeune garçon, et avait été le mousse sur la Santa Maria, le navire de Christophe Colomb lorsqu'il navigua pour les Amériques.
Christopher Junior devint le mousse sur le bateau de son père en 1526, lorsque Christopher Senior était Capitaine.
En 1536, quand Christopher eut vingt ans, il faisait partie de ce qui était censé être le dernier voyage de son père. Le 17 février, le bateau fut attaqué par des pirates de la confrérie des Singh dans la baie du Bengale, pays fictif africain. La dernière chose que Christopher vit avant de tomber inconscient et de chuter dans les flots, fut son père assassiné par le chef des pirates. Les deux bateaux explosèrent, faisant de Christopher le seul survivant de l'attaque.
Christopher s'échoua sur une plage, inconscient et à demi mort. Il fut sauvé par des Pygmées de la tribu de Bandar, qui le nourrirent et prirent soin de lui.
Après un certain temps, Christopher retourna sur la plage où il avait échoué et trouva un corps à cet endroit, qu'il reconnut comme le pirate ayant tué son père. Il permit aux vautours tournoyants au-dessus du corps de terminer leur travail, prit le crâne de l'assassin, et le dressant au-dessus de sa tête et prêta un serment sacré :
« I swear to devote my life to the destruction of piracy, greed, cruelty, and injustice, in all their forms! My sons and their sons shall follow me.  »
« Je prête serment de vouer ma vie à la destruction de la piraterie, l'avidité, la cruauté, et l'injustice, sous toutes ses formes. Mes fils et leurs fils devront en faire de-même ».
Après avoir appris le langage de la tribu de Bandar, Christopher découvrit qu'ils étaient les esclaves de la tribu de Wasaka, une tribu que les Bandars appelaient des « géants ». Les Bandars qui le trouvèrent étaient seulement un petit groupe de personnes qui était parvenu à s'échapper du village de Wasaka. Immédiatement, Christopher marcha jusqu'au village de Wasaka, et leur demanda de libérer les Bandars. Au lieu de réaliser son but, il fut capturé en tant que prisonnier, et fut emmené devant le Dieu démon des Wasakas, Uzuki, qui était censé décider de son destin. Christopher fut attaché et étendu sur un autel en pierre, où les vautours l'entourèrent et les Wasakas leur permirent de le dévorer. Christopher fut sauvé par un groupe de Bandars avant que les vautours et que les Wasakas eurent le temps de lui faire du mal. Ils réussirent à s'échapper du village des Wasakas indemnes.
Christopher prit connaissance d'une ancienne légende de Bandar sur un homme venant de l'océan qui les sauverait de leur esclavage. Il se confectionna un costume en s'inspirant du regard du Dieu démon des Wasakas et retourna au village Wasaka, cette fois-ci avec une petite armée de Bandars (armés de leur nouvelle découverte, des flèches enduites d'un poison extrêmement virulent, capables de tuer un homme en quelques secondes). Les Wasaka, choqués de voir que bon nombre d'entre eux pensaient que leur Dieu démon était revenu à la vie, furent vaincus, et les Bandars devinrent finalement libres, après des siècles d'esclavage. Il en résulta une amitié dévouée entre Christopher et les Bandars, qui continuerait dans les générations qui leur succèderaient.
Les Bandars montrèrent à Christopher une caverne, qui ressemblait à un crâne humain. Plus tard, Christopher la sculpta pour la faire ressembler encore plus à un crâne. Ce n'est que plus tard que la caverne en forme de crâne devint sa maison.
En portant le costume basé sur le Dieu démon, Christopher devint le premier qui fût connu en tant que "Fantôme". Quand il mourut, son fils lui succéda, et quand le second Fantôme mourut, son fils lui succéda. Ainsi de suite pendant des siècles, faisant croire que le Fantôme était immortel, ce qui fut à l'origine de ses deux surnoms : « l'Ombre qui marche » et « l'Homme qui ne peut pas mourir ».

## La légende
Avec plus de soixante-dix ans d'histoires, la légende de « l'Ombre qui marche » est devenue une partie intégrante de la raison d'être des séries.
Le Fantôme est craint par les criminels du monde entier, et il sait employer son effrayante image et réputation contre eux. En effet, l'idée que ce soit un personnage immortel hantant les individus mauvais marque profondément les esprits.

## Kit Walker
Le 21e Fantôme s'appelle Kit Walker, respectant en cela l'ancienne tradition voulant que l'aîné des garçons de la famille, destiné à reprendre le flambeau, devait se prénommer Kit. Kit a passé les premières années de sa vie dans la jungle de Bengalla, en Afrique centrale, mais il est allé aux États-Unis pour étudier à l'âge de douze ans. Il vivait avec sa tante Lucy et son oncle Jaspher, dans la petite ville de Clarksville. C'est là qu'il a rencontré sa future épouse, Diana Palmer. Kit était un sportif extrêmement doué : il lui a été prédit qu'il serait le champion du monde dans différentes disciplines. Il a même un jour mis K.O. le champion du monde de boxe en titre lors un combat à Clarksville. Bien que capable d'exercer à peu près n'importe quel métier, Kit décide loyalement de retourner à Bengalla pour reprendre le rôle du Fantôme quand il reçoit l'appel de son père mourant.

## Publications
Les différentes publications françaises des comic strips et comics du Fantôme :
- Aventures et Mystère ; 1938~1940 (17 numéros sur les 24) Éditions S.A.G.E (Société Anonyme Générale d’Édition)
- Collection à 8 Francs ; 1945~1946 (07 numéros sur 66) Éditions S.A.G.E (Société Anonyme Générale d’Édition)
- Aventures et Mystère ; 1947~1949 (14 numéros sur les 151) Éditions S.A.G.E (Société Anonyme Générale d’Édition)
- Le Fantôme du Bengale : 1949~1953 (50 numéros aussi rééditée en parallèle en 5 albums) Éditions S.A.G.E (Société Anonyme Générale d’Édition)
- Le Fantôme : 1963~1980 (482 numéros aussi rééditée en parallèle en 55 albums) Éditions des Remparts
- Le Fantôme Spécial : 1963~1973 (99 numéros) Éditions des Remparts
- Classiques de l'aventure/Les héros de l'aventure : 1964~1971 (78 numéros & 5 hors-série aussi rééditée en parallèle en 19 albums) Fratelli Spada
- Le Fantôme contre le baron pirate : 1965 (one shot) CELEG (Centre d'Étude des Littératures d'Expression Graphique)
- Le Fantôme Spécial : 1973~1979 (22 numeros) Éditions des Remparts
- Le Fantôme ; 1973~1974 (2 numéros)
- L'âge d'or – Le Fantôme : 1980 (4 numéros) Fratelli Spada
- Le Fantôme : Le prisonnier de l'Himalaya : 1981 (one shot) Éditions Slatkine BD
- Fantôme (Collection Télé Junior #3) : 1982 (one shot) Junior Production
- L'Homme Masqué Fantôme du Bengale ; 1983~1984 (6 numéros aussi rééditée en parallèle en 2 albums) Greantori
- Collection Phantom : 1983 (2 numéros) Éditions S.A.G.E (Société Anonyme Générale d’Édition)
- Le Fantôme : 1984~1985 (3 numéros)
- Le Fantôme L'intégrale : 1993~1995 (7 numéros) Soleil
- The Phantom - L'Ombre qui marche : 2009 (one shot) Dante
- The Phantom ; 2011~2012 (4 numéros) Jean-Yves Mitton

## Adaptations du personnage à l'écran
À ce jour, le héros de Lee Falk a connu six adaptations sur petit et grand écran en version live ou animée :
- 1943 : The Phantom : Serial en 15 parties de 20 minutes produit par Columbia Pictures avec Tom Tyler dans le rôle-titre.
- 1961 : The Phantom : Téléfilm de 25 minutes produit par Tele Screen Productions Inc. avec Roger Creed, cascadeur à Hollywood dans le rôle-titre. Destiné à être vendu pour devenir une série télévisée mais aucun diffuseur n'en voulut.
- 1986 : Défenseurs de la Terre : Série animée en 65 épisodes de 25 minutes produite par Marvel Productions avec la voix de Peter Mark Richman pour le Fantôme.
- 1994 : Fantôme 2040 : Série animée en 35 épisodes de 25 minutes produite par Hearst Entertainment avec la voix de Scott Valentine pour le Fantôme.
- 1996 : Le Fantôme du Bengale : Film cinéma produit par Paramount Pictures avec Billy Zane dans le rôle-titre.
- 2009 : Phantom, le masque de l'ombre : Mini-série en deux parties produite par RHI Entertainment avec Ryan Carnes dans le rôle-titre.